# فرديناند سومر
فرديناند سومر (بالألمانية: Ferdinand Sommer)‏ هو باحث في تاريخ العصور الكلاسيكية وأستاذ جامعي ألماني، ولد في 4 مايو 1875 في ترير في ألمانيا، وتوفي في 3 أبريل 1962 في ميونخ في ألمانيا.

## وصلات خارجية
- فرديناند سومر على موقع الموسوعة البريطانية (الإنجليزية)